# Тукан червоногузий
Тукан червоногузий (Aulacorhynchus haematopygus) — вид дятлоподібних птахів родини туканових (Ramphastidae).

## Поширення
Вид поширений в Андах в Еквадорі, Колумбії та на північному заході Венесуелі. Живе у гірських тропічних лісах на висотах 600—2400 м над рівнем моря.

## Опис
Птах завдовжки 35 см, вагою 141—232 г.

## Спосіб життя
Харчується плодами і насінням. Також споживає комах, інших безхребетних і деяких дрібних хребетних.

## Підвиди
Таксон включає два підвиди:
- A. h. haematopygus (Gould, 1835) — в Колумбії та на заході Венесуели
- A. h. sexnotatus Gould, 1868 — на південному заході Колумбії та західному Еквадорі